# Educación de la danza

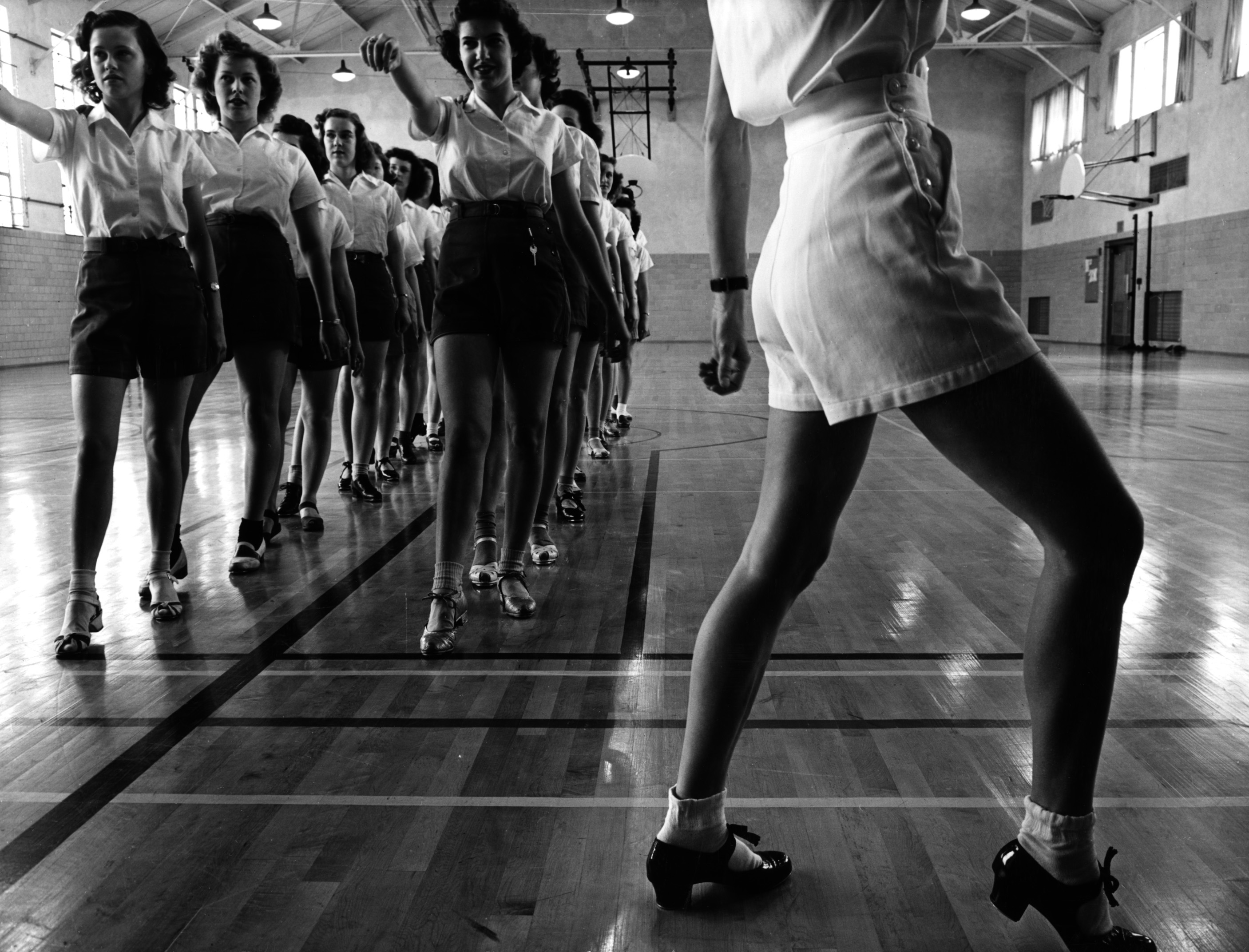
Clasé de claqué, 1942.

Educación de baile es transferencia de habilidades de conocimiento y rendimiento del baile al alumnado a través de la enseñanza y la formación, cuyo resultado es la adquisición de tales conocimientos y habilidades a través de la experimentación del propio cuerpo.

## Currículum
En general, un currículum de educación de baile está diseñado para impartir habilidades de rendimiento del baile, o conocimiento de baile, o ambos al alumnado. El currículum orientado al conocimiento puede cubrir una amplia gama de temas diversos, incluyendo colocación de baile, anatomía humana, física, historia de baile, y aspectos culturales del baile.
Un currículum puede implicar el estudio de uno o más géneros de baile, incluyendo géneros formales como ballet, Ballroom dancing, bailes de salón, contemporáneo, jazz, salsa y claqué, y géneros informales y sociales como en línea, estilo libre, y danza moderna.

## Educación de baile profesional
La educación de baile profesional y vocacional está ofrecida por instituciones públicas y privadas. Las instituciones privadas suelen ser generalmente impartidas por escuelas de baile o universidades de baile. Están típicamente centradas en la enseñanza de diversos géneros formales (ballet, bailes de salón,...). Mientras que las instituciones públicas normalmente cubren una gama más amplia de temas. Los ejemplos de instituciones privadas incluyen la Escuela Real de Ballet y la Escuela de Ballet Americano.
Muchas universidades públicas y privadas ofrecen programas medios de baile , o programas superiores con grados académicos como Bachillerato de Artes, Bachillerato de Bellas Artes, y Master de Bellas artes en baile. Algunas instituciones de educación secundaria públicas ofrecen educación en el baile en su currículum. Por ejemplo, el Instituto Jefferson (Portland, Oregón) ofrece educación en baile vocacional conjuntamente con su pre-compañía de baile profesional, El Jefferson Bailarines.